# Єнс Отто Краг
Єнс Отто Краг (дан. Jens Otto Krag; 15 вересня 1914 — 22 червня 1978) — данський державний і політичний діяч, двічі глава уряду країни (з вересня 1962 до лютого 1968 року та з жовтня 1971 до жовтня 1972 року).

## Життєпис
Народився 15 вересня 1914 року у Раннерсі (Ютландія). 1930 року вступив до молодіжної організації Соціал-демократичної партії. Тоді ж переїхав до Копенгагена вивчати економіку в місцевому університеті. За часів Другої світової війни консультував профспілки з питань економічної діяльності.
1947 року був обраний до фолькетінга й отримав пост міністра торгівлі. Підтримав збільшення видатків на оборону та членство Данії в НАТО 1949 року. 1950 вийшов з парламенту через конфлікти з лідерами партії Вільгельмом Бюлем та Гансом Гансеном. Після цього отримав посаду у посольстві Данії у США. У Вашингтоні працював до 1953 року. Саме тоді його було знову обрано до парламенту. Того разу він став міністром без портфеля. За місяць він отримав пост міністра зовнішніх економічних зв'язків. 1958 став міністром закордонних справ.

### Глава уряду
У вересні 1962 Краг замінив Вігго Кампманна на посадах прем'єр-міністра та лідера партії. Пішов у відставку після поразки на виборах 23 січня 1968. Вперше за 20 років Соціал-демократи втратили владу. Утім, 1971 року Єнс Отто Краг знову очолив уряд, здобувши перемогу на виборах. За рік він несподівано пішов з посади державного міністра й голови партії. Це було пов'язано з ухваленням у парламенті (малою більшістю) вступу Данії до Європейського Союзу. Краг сказав, що він втомився від політики.

## Родина
Був одружений двічі. Його другою дружиною була відома данська акторка Гелле Віркнер. Обидва шлюби закінчились розлученням через зради чоловіка. Мав трьох дітей, один з них народився поза шлюбом.